# Friedhelm Kobluhn
Friedhelm „Baba“ Kobluhn (* 12. April 1936; † 30. März 2007 in Bottrop) war ein deutscher Fußballspieler und -trainer.

## Leben
Friedhelm Kobluhn, Sohn eines Postbeamten und der Bruder von Lothar Kobluhn, spielte bereits in der Jugend für Rot-Weiß Oberhausen. Er kam 1946 auf Empfehlung des nur drei Jahre älteren Karl-Heinz Feldkamp vom VfR 08 Oberhausen zu RWO.
Von der A-Jugend aus gelang ihm 1954 der direkte Einstieg in die Kampfmannschaft von RWO, die damals in der 2. Division West spielte. Erster großer Erfolg war 1957 der Aufstieg in die Oberliga, aus der Rot-Weiß 1951 abgestiegen war. Nach Einführung der Bundesliga qualifizierte sich RWO für die Regionalliga West. Mit Friedhelm Kobluhn als Mannschaftskapitän – an dessen Seite seit 1963 sein Bruder Lothar spielte – wurde RWO 1968 Meister der Regionalliga West und stieg in die Bundesliga auf. Bis zu diesem Zeitpunkt schoss er 17 Tore für Rot-Weiß Oberhausen in der Oberliga und Regionalliga. Er absolvierte zwischen 1969 und 1971 insgesamt 35 Spiele für Rot-Weiß Oberhausen in der Fußball-Bundesliga, in denen er aber torfrei blieb.
In der Saison 72/73 amtierte Kobluhn auch kurzzeitig von November 1972 bis Februar 1973 als Interimstrainer der Rot-Weißen, nachdem Günter Brocker wegen seiner Beteiligung am Bundesliga-Skandal gesperrt worden war. In sieben Spielen unter seiner Leitung holte Oberhausen fünf Punkte, ehe er im Februar 1973 – nachdem der DFB RWO aufforderte, sich innerhalb einer Woche mit einem Trainer der die erforderliche Lizenz hat, zu versorgen – durch Heinz Murach abgelöst wurde.
Kobluhn blieb bis zum Saisonende als Assistent Murachs beim Verein. Im August wurde er vom DFB mit einem Entzug der Ausbildungserlaubnis für vier Monate bestraft, weil er beim Spiel gegen Hertha BSC am 17. Februar bei einer Spielunterbrechung den Hertha-Spieler Michael Sziedat getreten hatte.
1975 und 1976, als der Club in die Verbandsliga abrutschte und finanziell Schlagseite hatte schnürte der inzwischen annähernd 40-Jährige noch einmal seine Schuhe für RWO. Insgesamt trug „Baba“ Kobluhn über 600 Mal das Kleeblatt-Trikot, darunter waren 470 Ligaspiele. 2004 wurde er in die Jahrhundert-Elf von Rot-Weiß Oberhausen aufgenommen.
Finanziell unabhängig nach seiner Fußballerlaufbahn, wie er einmal bemerkte, war er später noch als Hallenwart der städtischen Hans-Jansen-Halle tätig.
Friedhelm Kobluhn verstarb in der Nacht zum Freitag, den 30. März 2007 im Alter von 70 Jahren an den Folgen eines Hirnschlags. Er hinterließ seine Frau Inge, mit der er über 43 Jahre verheiratet war.

## Trivia
Von Kobluhn ist folgende Anekdote überliefert: Ende November 1958 reisten die Kleeblätter zur Essener Hafenstraße. Friedhelm Kobluhn und „Boss“ Helmut Rahn kämpften mit allen fairen und auch unfairen Mitteln gegeneinander. Kobluhn ließ den Essener so manches Mal über den Platz rutschen, einmal sogar bis auf die Aschenbahn. Die aufgebrachten Zuschauer forderten in dieser Szene lauthals einen Platzverweis für Kobluhn. Der aber beugte sich über den in der grauen Asche liegenden Weltmeister und brüllte: „Markier' mal nicht so. Du kannst ja gar nicht Fußball spielen, sondern nur saufen.“ Doch Helmut Rahn blickte zum RWO-Verteidiger auf und entgegnete: „Und du kannst beides nicht!“